# مزرعه شوراب (سروستان)
مزرعه شوراب، روستایی از توابع شهرستان سروستان در استان فارس ایران است.

## جمعیت
این روستا در بخش کوهنجان قرار دارد و براساس سرشماری مرکز آمار ایران در سال ۱۳۸۵، جمعیت آن زیر سه خانوار بوده‌است.